# Jamal Akachar
Jamal Akachar (Breda, 14 oktober 1982) is een Nederlands voormalig voetballer van Marokkaanse afkomst. Als taxichauffeur werd hij plotseling opgeroepen als invaller bij Ajax, waarna hij nog speelde voor Cambuur Leeuwarden en MAT Tétouan.

## Biografie
Akachar doorliep de jeugdopleiding bij Ajax als aanvaller, maar kwam op een dood spoor terecht en leek niet in aanmerking te komen voor een vast contract. Hij speelde bij de zaterdagamateurs van Ajax. Inmiddels was Akachar al aan het werk als taxichauffeur in Amsterdam. Door een probleem met de spitsen bij Ajax werd hij plotseling door coach Ronald Koeman opgeroepen zich te melden bij de selectie van het eerste elftal. Namens Jong Ajax scoorde hij tegen Willem II, in een duel om de KNVB beker. Hij scoorde nog een aantal maal en kreeg de bijnaam "scorende taxichauffeur". In het seizoen 2002/03 viel hij een keer in de competitie in. Dat was zijn enige optreden in de hoofdmacht van Ajax in de competitie. Na twee seizoenen verkaste hij naar Cambuur Leeuwarden.
Bij Cambuur Leeuwarden scoorde hij vijfmaal in 28 wedstrijden. Daarna ging het mis met de voormalige taxichauffeur. Akachar claimde niet te kunnen trainen vanwege angstaanvallen. Trainer Roy Wesseling verwijderde hem daarom uit de selectie. Akachar meldde zich ziek. Omdat hij nog wel bij Cambuur onder contract stond, had hij wettelijk nog wel recht op salaris en het gebruik van een leaseauto. Zijn Volkswagen Golf weigerde hij terug te geven aan de Friese club. Uiteindelijk werd Akachar in zijn woning in het Amsterdamse Bos en Lommer gearresteerd door de politie wegens verduistering van de leaseauto. Hij belandde kortstondig in de cel, omdat er geen sprake was van verduistering, maar van onduidelijkheden over de voorwaarden in zijn profcontract. Omdat het juridisch lastig is om zieke werknemers te ontslaan, moest een arbitragezaak uitkomst bieden in het geschil tussen Cambuur en Akachar. De rechter stond de club toe om de aanvaller per 1 januari 2006 te ontslaan. Hij maakte het seizoen af bij de Ajax-amateurs. In juni 2007 tekende Akachar een driearig contract bij het Marokkaanse Moghreb Athletic Tétouan. In november 2008 besloot hij daar te vertrekken wegens het uitblijven van zijn salaris. Daarna voetbalde Akachar op proef bij FC Emmen.

## Statistieken
| seizoen | club               | land      | competitie     | wed. | goals |
| ------- | ------------------ | --------- | -------------- | ---- | ----- |
| 2002/03 | Ajax               | Nederland | Eredivisie     | 1    | 0     |
| 2003/04 | Ajax               | Nederland | Eredivisie     | 0    | 0     |
| 2004/05 | Cambuur Leeuwarden | Nederland | Eerste divisie | 27   | 5     |
| 2005/06 | Cambuur Leeuwarden | Nederland | Eerste divisie | 2    | 0     |
| 2006/07 | Cambuur Leeuwarden | Nederland | Eerste divisie | 0    | 0     |
| 2006/07 | Ajax (amateurs)    | Nederland |                |      |       |
| 2007/08 | MAT Tétouan        | Marokko   | GNF 1          | -    | -     |

## Publicaties
- 2008 - Hard gras nr. 63 ‘Maar Akachar kán voetballen!', door schrijver Tarik Fadili (ISBN 9789046804834)